# رومر آلگریا
رومر آلگریا (زادهٔ ٠١ سپتامبر ١٩٩٢ در کلمبیا) بازیکن فوتبال اهل کلمبیا است که در پست وینگر برای باشگاه فوتبال AD Piães در لیگ دو پرتقال بازی می‌کند.